# Matías Cortave
Matías Israel Cortave (Quilmes, 27 giugno 1992) è un calciatore argentino, difensore del Deportivo Morón.

## Carriera
Dopo aver giocato tra la seconda e terza divisione argentina con il Brown (A), il 20 luglio 2016 si è trasferito al Maccabi Herzliya, militante nella seconda divisione israeliana. Il 15 settembre 2017 è tornato in Argentina al Brown, dove è rimasto per due stagioni, prima di trasferirsi al Deportivo Morón. Il 14 gennaio 2021 è stato acquistato a titolo definitivo dalla società ecuadoriana del Macará.

## Statistiche

### Presenze e reti nei club
Statistiche aggiornate al 6 febbraio 2021.
| Stagione          | Squadra           | Campionato        | Campionato | Campionato | Coppe nazionali | Coppe nazionali | Coppe nazionali | Coppe continentali | Coppe continentali | Coppe continentali | Altre coppe | Altre coppe | Altre coppe | Totale | Totale |
| Stagione          | Squadra           | Comp              | Pres       | Reti       | Comp            | Pres            | Reti            | Comp               | Pres               | Reti               | Comp        | Pres        | Reti        | Pres   | Reti   |
| ----------------- | ----------------- | ----------------- | ---------- | ---------- | --------------- | --------------- | --------------- | ------------------ | ------------------ | ------------------ | ----------- | ----------- | ----------- | ------ | ------ |
| 2013-2014         | Brown (A)         | PBN               | 9          | 0          | CA              | 2               | 0               |                    | -                  | -                  |             | -           | -           | 11     | 0      |
| 2014              | Brown (A)         | PBM               | 10         | 0          |                 | -               | -               |                    | -                  | -                  |             | -           | -           | 10     | 0      |
| 2015              | Brown (A)         | PBM               | 3          | 0          |                 | -               | -               |                    | -                  | -                  |             | -           | -           | 3      | 0      |
| 2016              | Brown (A)         | PBN               | 5          | 0          |                 | -               | -               |                    | -                  | -                  |             | -           | -           | 5      | 0      |
| Totale Brown (A)  | Totale Brown (A)  | Totale Brown (A)  | 27         | 0          |                 | 2               | 0               |                    | -                  | -                  |             | -           | -           | 29     | 0      |
| 2016-2017         | Maccabi Herzliya  | LL                | 37         | 0          |                 | -               | -               |                    | -                  | -                  |             | -           | -           | 37     | 0      |
| 2017-2018         | Brown (A)         | PBN               | 20         | 0          | CA              | 2               | 0               |                    | -                  | -                  |             | -           | -           | 22     | 0      |
| 2018-2019         | Brown (A)         | PBN               | 10         | 0          |                 | -               | -               |                    | -                  | -                  |             | -           | -           | 10     | 0      |
| Totale Brown (A)  | Totale Brown (A)  | Totale Brown (A)  | 30         | 0          |                 | 2               | 0               |                    | -                  | -                  |             | -           | -           | 32     | 0      |
| 2019-2020         | Deportivo Morón   | PBN               | 20         | 0          |                 | -               | -               |                    | -                  | -                  |             | -           | -           | 20     | 0      |
| 2020-gen. 2021    | Deportivo Morón   | PBN               | 6          | 0          |                 | -               | -               |                    | -                  | -                  |             | -           | -           | 6      | 0      |
| Totale Dep. Morón | Totale Dep. Morón | Totale Dep. Morón | 26         | 0          |                 | -               | -               |                    | -                  | -                  |             | -           | -           | 26     | 0      |
| Totale carriera   | Totale carriera   | Totale carriera   | 120        | 0          |                 | 4               | 0               |                    | -                  | -                  |             | -           | -           | 124    | 0      |

## Palmarès

### Club

#### Competizioni nazionali
- Primera B Metropolitana: 1

Brown (A): 2015